# Krönchen-Träuschling
Der Krönchen-Träuschling (Stropharia coronilla) ist eine Pilzart aus der Familie der Träuschlingsverwandten.

## Merkmale

### Makroskopische Merkmale
Der Krönchen-Träuschling bildet in Hut und Stiel gegliederte Fruchtkörper, der Hut wird etwa 2–5 cm breit. Er ist jung halbkugelig, später gewölbt und auf der Oberseite blassgelb bis zitronengelb, im Alter manchmal etwas schuppig, im feuchten Zustand schwach schmierig. Der 2,5–4 cm lange und 5–10 mm starke Stiel ist weiß und besitzt einen häutigen, oberseits gerieften Ring. Bei jungen Exemplaren ist er voll, im Alter markig hohl, er ist starr und bricht leicht. Die Lamellen des Krönchen-Träuschlings sind jung blass graubraun, später blauviolett purpurgrau gefärbt, mit hellerer und flockiger Schneide. Sie steigen am Stiel auf und sind schmal angewachsen. Das Sporenpulver ist dunkel.

### Mikroskopische Merkmale
Die elliptischen und dickwandigen Sporen messen 7,5–9 × 4–5 Mikrometer. Sie besitzen einen schwach oder nicht sichtbaren Keimporus. Die keuligen, flaschenförmigen und schwach-kopfigen Zystiden an der Lamellenschneide und Lamellenfläche sind bis zu 40 µm lang und beinhalten lichtbrechende Einschlüsse.

## Artabgrenzung
Ein Doppelgänger ist der Schwarzblättrige Träuschling (Stropharia melanosperma) mit im Alter sehr dunkelgrau bis violett-schwärzlich gefärbten Lamellen und größeren Sporen ([8–]8,5–11[–11,5] × 6–7,5 µm), die sich unter der Zugabe von Kalilauge kräftig oliv-ockerbraun verfärben.

## Ökologie und Phänologie
Der Krönchen-Träuschling ist ein saprobiontischer Bodenbewohner, der auf Wiesen, Weiden, Trockenrasen entlang von grasigen Waldwegen, an Straßenrändern und Hecken wächst. Er bevorzugt grasige, lichte Stellen, wobei er sowohl auf nährstoffarmen als auch auf stickstoffreichen Böden vorkommt. Die einzeln oder gesellig stehenden Fruchtkörper erscheinen gleichmäßig vom Frühsommer bis in den Herbst hinein.

## Verbreitung
Der Krönchen-Träuschling ist eine europäische Art, die von Spanien, den Balearen, Korsika und Italien über Westeuropa bis Schweden und Finnland verbreitet ist, östlich ist er bis nach Polen zu finden. In Deutschland ist er verbreitet.

## Bedeutung
Der Krönchen-Träuschling gilt als giftig und schwach halluzinogen.